# Bisetocreagris grandis
Espèce
Bisetocreagris grandis est une espèce de pseudoscorpions de la famille des Neobisiidae.

## Distribution
Cette espèce est endémique du Guizhou en Chine. Elle se rencontre dans le xian de Weining dans la grotte  Wulibeidadong.

## Description
Le mâle holotype mesure 8,25 mm, les mâles mesurent de 6,48 à 9,65 mm et les femelles de 7,06 à 8,84 mm.

## Systématique et taxinomie
Cette espèce a été décrite par Feng, Zhang et Chen en 2023.

## Publication originale
- Feng, Zhang & Chen, 2023 : « Cave-dwelling Neobisiidae in South China Karst, with descriptions of twelve new species of Bisetocreagris (Pseudoscorpiones, Neobisiidae) from Guizhou Province. » Zootaxa, no 5395(1), p. 1-77.